# Anpyeong-myeon
Anpyeong-myeon (koreanska: 안평면) är en socken i kommunen Uiseong-gun i provinsen Norra Gyeongsang i den centrala delen av Sydkorea, 190 km sydost om huvudstaden Seoul.